# توماس اسپنسر
توماس اسپنسر (انگلیسی: Thomas Spencer) (زاده ۱۸۵۲ - درگذشته ۱۹۰۵) کارآفرین، بازرگان و مدیر ارشد اجرایی بریتانیایی بود، که شرکت مارکس اند اسپنسر را تأسیس نمود.